# Atletika na Letních olympijských hrách 1968 – 200 metrů muži
 Běh na 200 metrů mužů na Letních olympijských hrách 1968 se uskutečnil ve dnech 15. a 16. října na Olympijském stadionu v Ciudad de México. 

## Výsledky finálového běhu
| *                | jméno            | země                   | čas   |
| ---------------- | ---------------- | ---------------------- | ----- |
| Zlatá medaile    | Tommie Smith     | Spojené státy americké | 19,83 |
| Stříbrná medaile | Peter Norman     | Austrálie              | 20,06 |
| Bronzová medaile | John Carlos      | Spojené státy americké | 20,10 |
| 4                | Edwin Roberts    | Trinidad a Tobago      | 20,34 |
| 5                | Roger Bambuck    | Francie                | 20,51 |
| 6                | Larry Questad    | Spojené státy americké | 20,62 |
| 7                | Mike Fray        | Jamajka                | 20,63 |
| 8                | Jochen Eigenherr | Západní Německo        | 20,66 |